# South Gate, California
South Gate, California là một thành phố thuộc quận Los Angeles trong tiểu bang California, Hoa Kỳ. Thành phố có tổng diện tích 19,044 dặm vuông Anh (49,32 km2), trong đó diện tích đất là 18,742 dặm vuông Anh (48,54 km2). Theo điều tra dân số Hoa Kỳ năm 2010, thành phố có dân số 94.396 người, là thành phố lớn thứ 60 bang California năm 2010.
South Gate là một thành phố lớn thứ 16 ở quận Los Angeles. South Gate có cự ly 7 dặm (11 km) về phía đông nam trung tâm thành phố Los Angeles. Nó là một phần của khu vực thành phố cửa ngõ phía đông nam quận Los Angeles. Điều tra dân số 2010, thành phố có 94.396 dân, so với dân số 102.770 năm 2009. Hoa biểu tượng của thành phố là hoa đỗ quyên, được dùng trong con dấu.